# Ōya-Stein

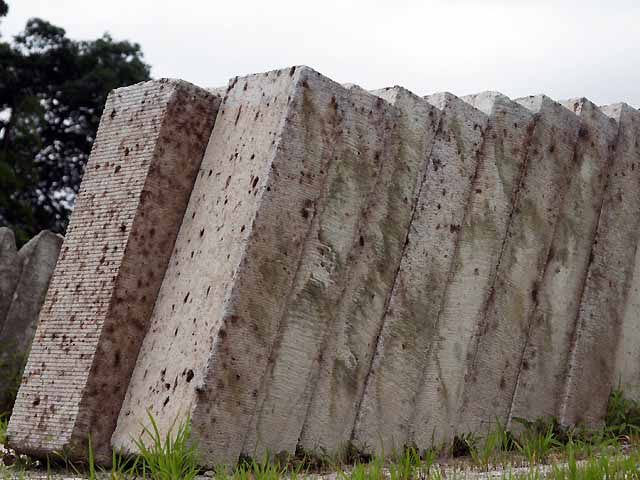
Rohblöcke des Ōya-Stein

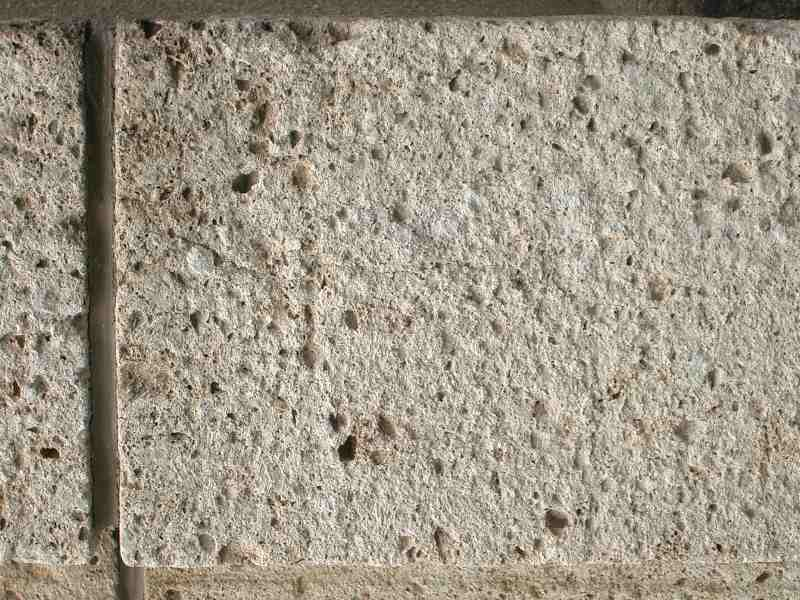
Oberfläche, bearbeiteter Ōya-Stein

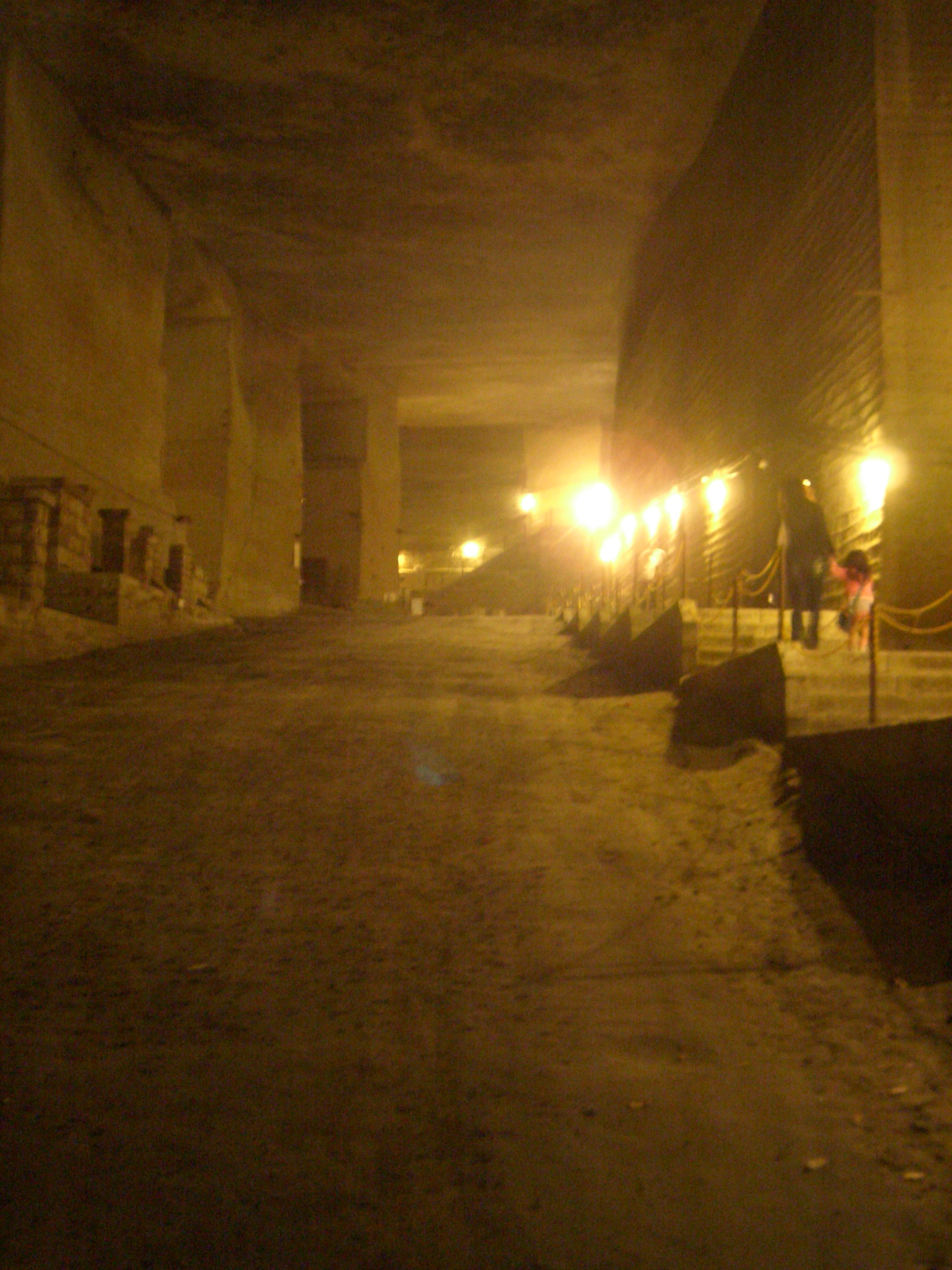
Abbaukammer als Museum

Ōya-Stein (japanisch 大谷石, Ōya-ishi) ist ein helles Tuffgestein, das in der Umgebung des japanischen Ortes Ōya, heute Stadtteil von Utsunomiya, gefunden und von alters her zum Hausbau verwandt wird.

## Beschreibung
Das Gestein entstand im frühen Tertiär, als die japanischen Inseln noch weitgehend unter Wasser lagen, durch Verfestigung der Asche von Vulkanausbrüchen im Wasser. Dieses Gestein findet sich ausschließlich in der Nähe des Ortsteils Ōya in einer Ausdehnung von 8 km Ost-West und 37 km Nord-Süd und in einer Tiefe von 200 bis 300 m.
Wegen seiner Eigenschaften, der geringen Dichte, guten Feuerbeständigkeit und leichten Bearbeitung wurde der Stein für Wohnhäuser, Speicher, feuerfeste Wände, Graben-Befestigung, als Bodenplatten, für Steinmauern, Torpfosten, Gebäudeverkleidungen u. a. benutzt. Vor allem in Utsunomiya ist der Stein häufig zu sehen, insgesamt geht ein Drittel der Produktion in das Kantō-Gebiet. 
Durch die zunehmende Verwendung von Beton ist die Nachfrage – trotz der guten Verwendbarkeit und des guten Aussehens – zurückgegangen. Gelegentlich ist allerdings auch eine Anfälligkeit für Verwitterung zu beobachten.

## Abbau
Um die Landwirtschaft nicht zu stören, wird der Stein unterirdisch abgebaut, wobei große Höhlen entstehen, von denen einige 1944 zu Lagerräumen der Armee ausgebaut wurden. 1979 wurde eine Höhle als eine Art Museum der Öffentlichkeit zugänglich gemacht. 1989 stürzte an einer anderen Stelle eine alte Höhle ein, wodurch ein Krater von 100 m Durchmesser und 30 m Tiefe entstand. Darauf wurde die Gegend nach verlassenen und nicht kartierten Höhlen durchsucht.
Ursprünglich wurde der Stein von Hand abgebaut. Dabei wurden mit einem „Kranich-Schnabel“ (tsuruhashi) genannten einfachen Werkzeug Blöcke von der Größe 5 sun × 1 shaku × 3 shaku herausgelöst. Ein Arbeiter schaffte auf diese Weise zehn Blöcke am Tag, wobei es zusätzlich mühsam war, die 70 kg schweren Blöcke an die Oberfläche zu bringen. – So wurde noch bis etwa 1960 verfahren, aber bereits ab 1952 begann man mit dem maschinellen Abbau. Dadurch konnte die Ausbeute auf 50 Blöcke pro Arbeiter und Tag gesteigert werden. 

## Bekannte Beispiele der Verwendung
- 1922 Imperial Hotel von Frank Lloyd Wright,
- 1932 Katholische Kirche in Utsunomiya,
- 1951 Museum für Moderne Kunst der Präfektur Kanagawa in Kamakura, entworfen von Sakakura Junzō (1901–1969).